# Archidendron apoense
Archidendron apoense är en ärtväxtart som först beskrevs av Adolph Daniel Edward Elmer, och fick sitt nu gällande namn av Ivan Christian Nielsen. Archidendron apoense ingår i släktet Archidendron och familjen ärtväxter. Inga underarter finns listade i Catalogue of Life.